# Citharinops distichodoides
Citharinops distichodoides (лат.) — вид пресноводных лучепёрых рыб из семейства цитариновых отряда хараксообразных. Единственный представитель рода Citharinops. Распространены в Африке.

## Описание
Тело высокое, лирообразной формы, сжато с боков, покрыто циклоидной чешуёй. Чешуя крупная, 50—56 чешуй в боковой линии, 7—8 рядов между боковой линией и брюшными плавниками. По сравнению с представителями двух остальных родов семейства цитариновых у Citharinops distichodoides тело более вытянутое, его высота укладывается 2,2—2,7 раза в стандартной длине тела. Верхнечелюстная кость редуцирована, на ней отсутствуют зубы. В спинном плавнике 16—19 мягких ветвистых лучей. В анальном плавнике 19—22 мягких лучей. Грудные плавники короткие, их длина составляет половину от длины головы. Брюшные плавники длиннее грудных, с многочисленными лучами. Имеется жировой плавник. Хвостовой плавник раздвоенный, обе лопасти равны по длине; у взрослых особей концы лопастей закруглённые. Максимальная общая длина тела 84 см, а масса 4,6 кг.
Окраска тела серебристая с тёмными продольными линиями между рядами чешуй. Жировой плавник тёмный. Плавники голубовато-серые, у молоди передняя часть анального плавника и нижняя лопасть хвостового плавника красные.

## Ареал
Выделяют два подвида:
- C. d. distichodoides (Pellegrin, 1919). В бассейнах реки Бенуэ и озера Чад
- C. d. thomasi (Pellegrin, 1924). В бассейнах рек Нигер и Вольта